# تام ورلن
تام ورلن (انگلیسی: Tom Verlaine؛ زادهٔ ۱۳ دسامبر ۱۹۴۹) موسیقی‌دان اهل ایالات متحده آمریکا است که بیشتر به‌خاطر بنیان‌گذاری و رهبری گروه موسیقی راک تلویژن شناخته می‌شود.